# Экен, Бюлент
Бюле́нт Эке́н (тур. Bülent Eken; 26 октября 1923, Мерсин — 25 июля 2016, Стамбул) — турецкий футболист и тренер.

## Спортивная карьера
Выступал в «Галатасарае», а также в итальянских клубах «Салернитана» и «Палермо». В сборной Турции провёл 13 матчей, дебютировав 23 апреля 1948 года. Участвовал в её составе на Олимпиаде 1948, где провёл 2 матча, и на чемпионате мира 1954, в отборочном турнире к которому 6 января 1954 года провёл одну игру со сборной Испании, ставшую последней игрой Экена в составе национальной команды. 
После окончания игровой карьеры работал ассистентом главного тренера «Галатасарая», а в 1963 году недолго возглавлял сборную Турции.